# Musa Jovlojev
Musa Gilanijevič Jovlojev (Jovloj) (* 31. března 1993) je ruský zápasník–klasik ingušské národnosti.

## Sportovní kariéra
Zápasení se věnoval od útlého dětství v rodné Něstěrovské v ruské autonomní republice Ingušsko. Jeho prvním trenérem sportovního zápasu byl Alichan Chamchojev. V 15 letech následoval svého staršího bratra na sportovní školu do Kaliningradu, kde se specializoval na řecko-římský styl pod vedením Vladimira Chromova. V 18 letech se přesunul do Moskvy, kde se v armádním tréninkovém centru CSKA připravuje pod vedením trenérů Avakova a Kadilova. V ruské mužské reprezentaci se pohyboval od roku 2014 ve váze do 97 (96, 98) kg. V roce 2016 dostal v ruské olympijské nominaci na olympijské hry v Riu přednost Islam Magomedov.

## Výsledky
| Olympijské hry     | —   |    |     |   | —  |    |     |    |  |  |  |  |  |  |  |  |  |  |  |  |  |  |  |  |  |
| Mistrovství světa  |     | —  | úč. | — |    | 2. | 1.  | 1. |  |  |  |  |  |  |  |  |  |  |  |  |  |  |  |  |  |
| Evropské hry       |     |    |     | — |    |    |     | —  |  |  |  |  |  |  |  |  |  |  |  |  |  |  |  |  |  |
| Mistrovství Evropy | —   | —  | úč. | — | —  | —  | úč. | 1. |  |  |  |  |  |  |  |  |  |  |  |  |  |  |  |  |  |
| ME do 24 let       |     |    |     | — | 3. |    |     |    |  |  |  |  |  |  |  |  |  |  |  |  |  |  |  |  |  |
| MS juniorů         | úč. | 1. |     |   |    |    |     |    |  |  |  |  |  |  |  |  |  |  |  |  |  |  |  |  |  |
| ME juniorů         | 1.  | 1. |     |   |    |    |     |    |  |  |  |  |  |  |  |  |  |  |  |  |  |  |  |  |  |